# Сасык-Булак (Ошская область)
Сасык-Булак (кирг. Сасык-Булак) — село в Узгенском районе Ошской области Кыргызстана. Входит в состав Алтын-Булакского аильного округа. Код СОАТЕ — 41706  255 860 04 0

## Население
По данным переписи 2023 года, в селе проживало 541 человек.